# Diplazium mutilum
Diplazium mutilum là một loài thực vật có mạch trong họ Woodsiaceae. Loài này được Kunze miêu tả khoa học đầu tiên năm 1839.